# الظهرة (صنعاء)
الظهرة هي إحدى قرى الجمهورية اليمنية. وهي تتبع جغرافيًا لمحافظة صنعاء. وإداريًا لمديرية مناخة. يبلغ تعداد سكانها 958 نسمة حسب الإحصاء الذي جرى عام 2004.